# Rozvodna Chodov
Rozvodna Chodov (zkratkou CHD) se nachází na území pražské čtvrti Šeberov asi 8 km jihovýchodně od centra Prahy. Je jednou ze dvou uzlových rozvoden napájejících Prahu. Provozuje se v napěťových hladinách 400 a 110 kV.

## Význam
Rozvodna Chodov patří k nejvýznamnějším rozvodnám v Praze. Část 400 kV provozuje ČEPS, a.s, část 110 kV provozuje PRE.

## Historie
Rozvodna byla založena v roce 1993 v souvislosti s výstavbou Temelína. Do rozvodny byla připojena smyčka z linky Čechy-Střed - Řeporyje. Zároveň byla připojena rozvodna Kočín, čímž vznikl unikátní 4násobný souběh vedení (3x400 kV a 1x220 kV). Rozvodna byla postavena jako zapouzdřená.
Dne 18. června 2013 rozvodnu zasáhl požár jednoho z transformátorů, který způsobil masivní výpadek elektřiny v pražské metropoli.

## Popis

### Napěťové hodnoty
Rozvodna je provozována v napěťových hodnotách 400 kV a 110 kV. Hladinou 400 kV jsou spojeny rozvodny Řeporyje, Kočín a Čechy-Střed.

### Transformátory
Transformace 400/110 kV je zajištěna třemi třífázovými transformátory.

### Vedení
Do rozvodny jsou zaústěna následující vedení:

#### Vedení 400 kV – ZVN – zvláště vysoké napětí
- Čtyřnásobné vedení V414/V476/V415/(V208) Řeporyje - Chodov/Kočín - Chodov/Chodov - Čechy Střed/(Milín - Čechy Střed [pouze prochází])